# 杜元坤
杜元坤（1960年—），台灣骨科醫師，現任高雄義大醫院院長及教授，長期固定捐出一半的醫生收入，30年來已經捐款超過一億元餘，並長期協助澎湖縣的醫療工作，除了義大醫院的工作以外，工作之餘協助澎湖惠民醫院的重建計畫。
杜元坤就讀臺南第一高級中學時成績便列位三甲，原本預期自己一定會考上台灣大學醫學系，沒想到竟然是台北醫學大學，但也沒有因此氣餒，畢業後在長庚醫院執業20年，擔任長庚外科部的部長時，南部義聯集團的創辦人林義守先生向他招手，因此他投入義大醫院服務迄今。